# Kerské rybníčky
Kerské rybníčky jsou evropsky významná lokalita a současně i přírodní památka o rozloze 9,23 ha. Nachází se u osady Kersko v katastrálním území Hradištko u Sadské na jihozápadě okresu Nymburk ve Středočeském kraji. Místo bylo zařazeno do Evropsky významných lokalit Natura 2000 kvůli výskytu  čolka velkého (Triturus cristatus).

## Popis lokality
Kerské rybníčky se nacházejí v lesním komplexu v okrese Nymburk, mezi obcemi Velenka a Třebestovicemi u Sadské. Území zaujímá rozlohu 9,30 ha a je v nadmořské výšce 192-199m. Je tvořeno třemi mělkými rybníčky. Cílem vybudování rybníčků bylo odvodnění Kerského lesa, ve kterém se nachází. Kvůli výskytu chráněného čolka velkého (Triturus cristatus) byla oblast Kerských rybníčků 22. prosince  2004 zařazena do Evropsky významných lokalit Natura 2000.

## Historie

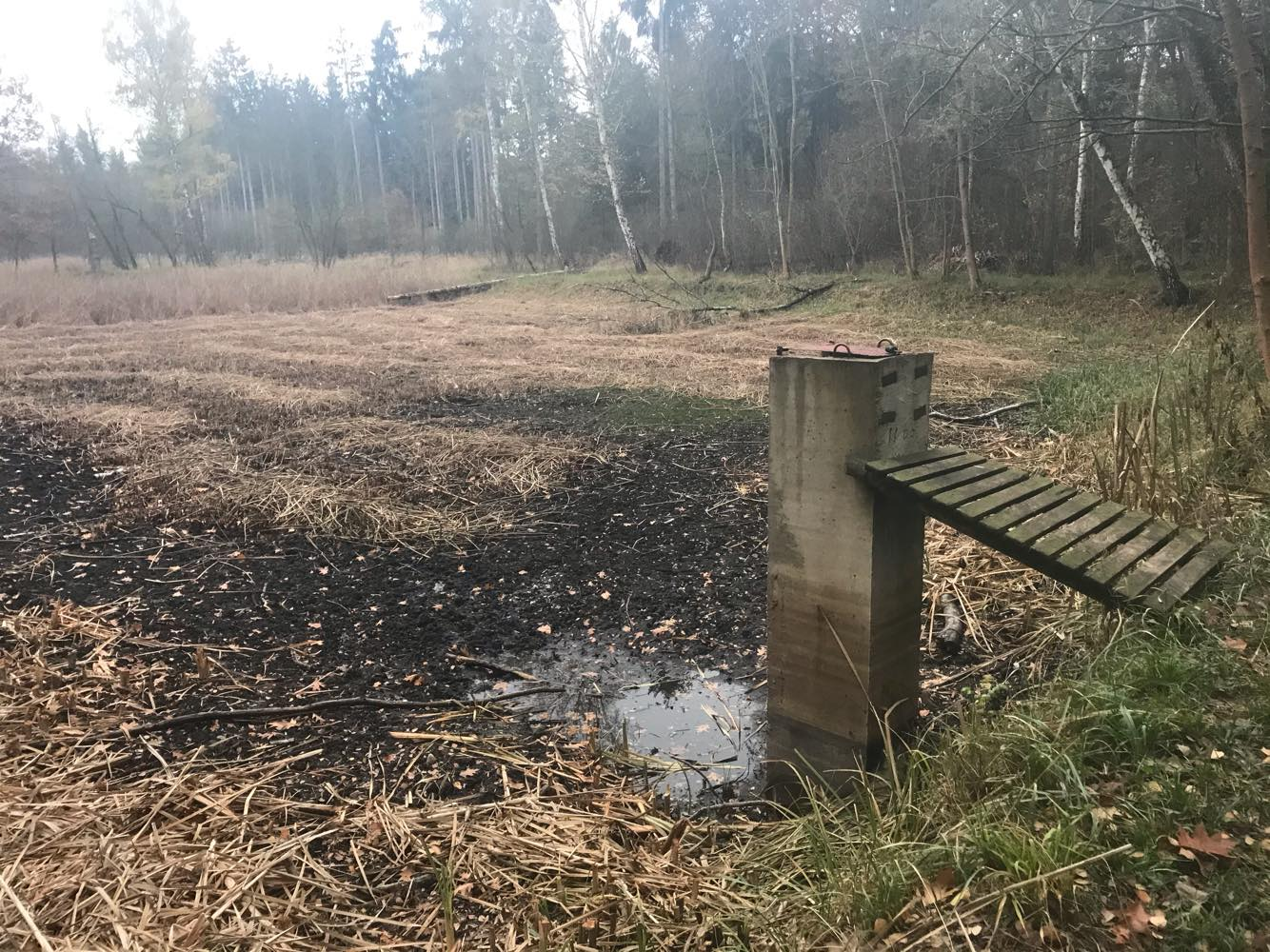
Prostřední, největší rybníček

V době středověku se na území Kerského lesa rozkládal rybník, který postupně vysychal. Vzhledem k tomu, že v Kersku byla stále hladina podzemních vod příliš vysoká, začal postupně Josef Hyross les odvodňovat. Díky odvodňování Kerského lesa vznikly Kerské rybníčky, které jsou od 22. prosince  2004 zařazeny do Evropsky významných lokalit Natura 2000 díky výskytu čolka velkého (Triturus cristatus).

## Geologie
Rybníčky se nacházejí na Středolabské tabuli. Podloží je tvořeno vápencem, písčitými slínovci, pískem a hlínou.

## Flora a fauna

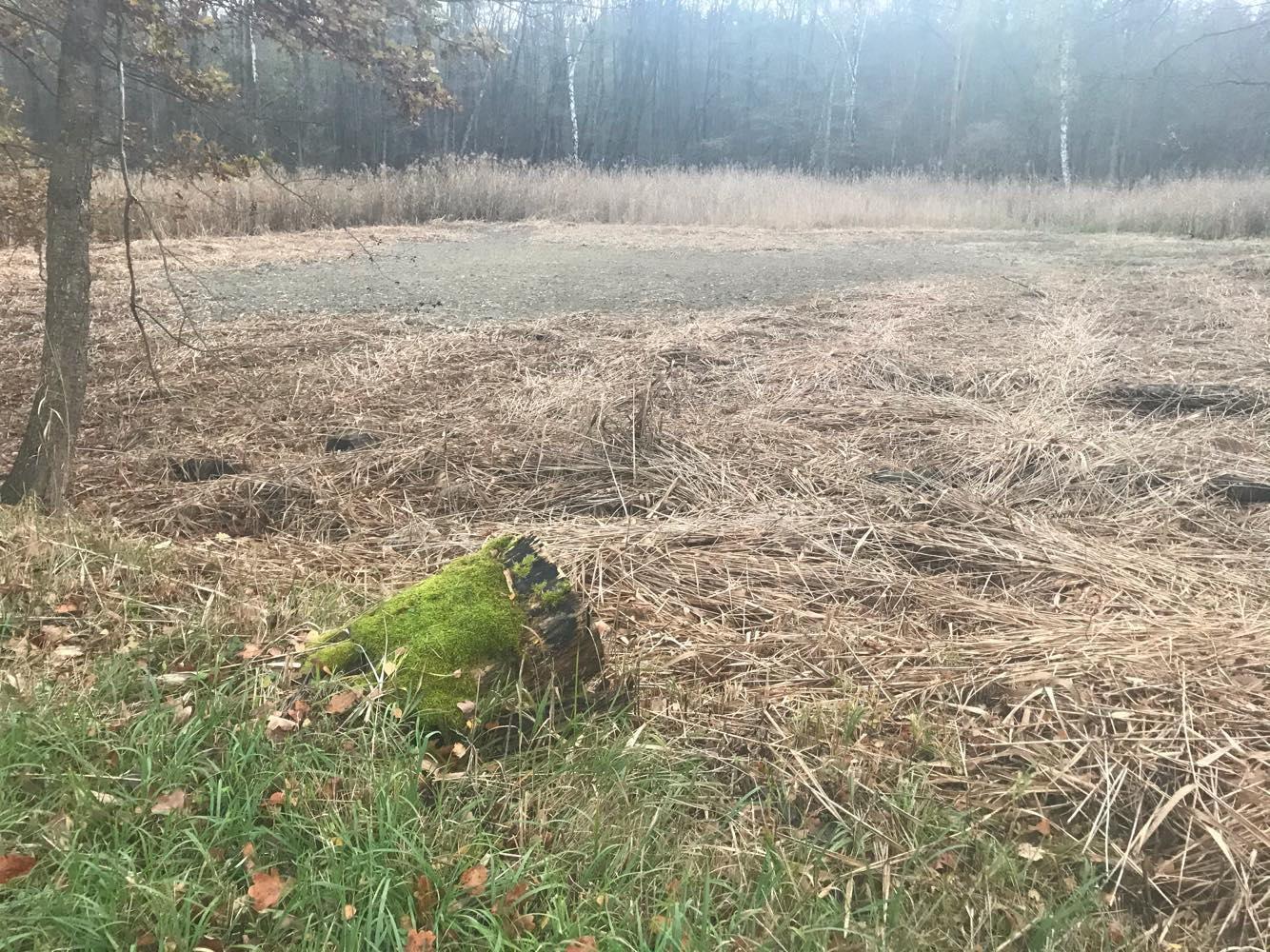
Samostatný rybníček

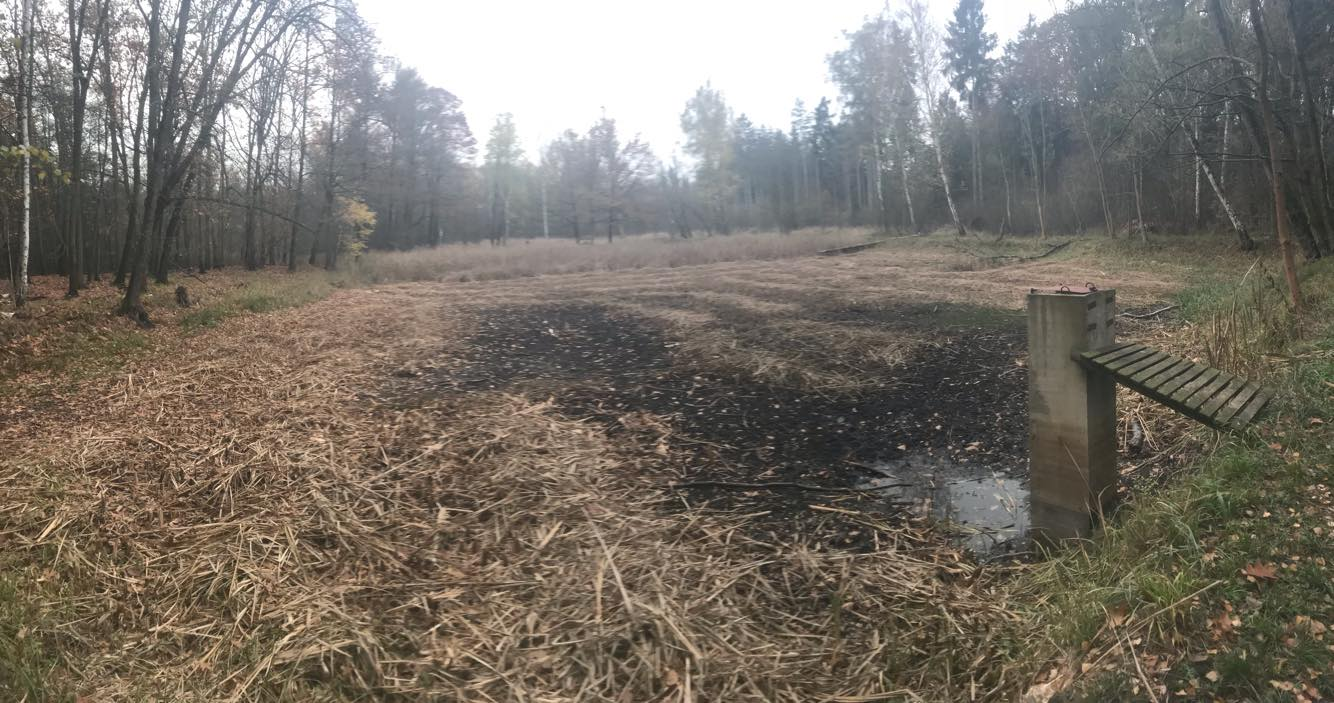
Pohled na první rybníček

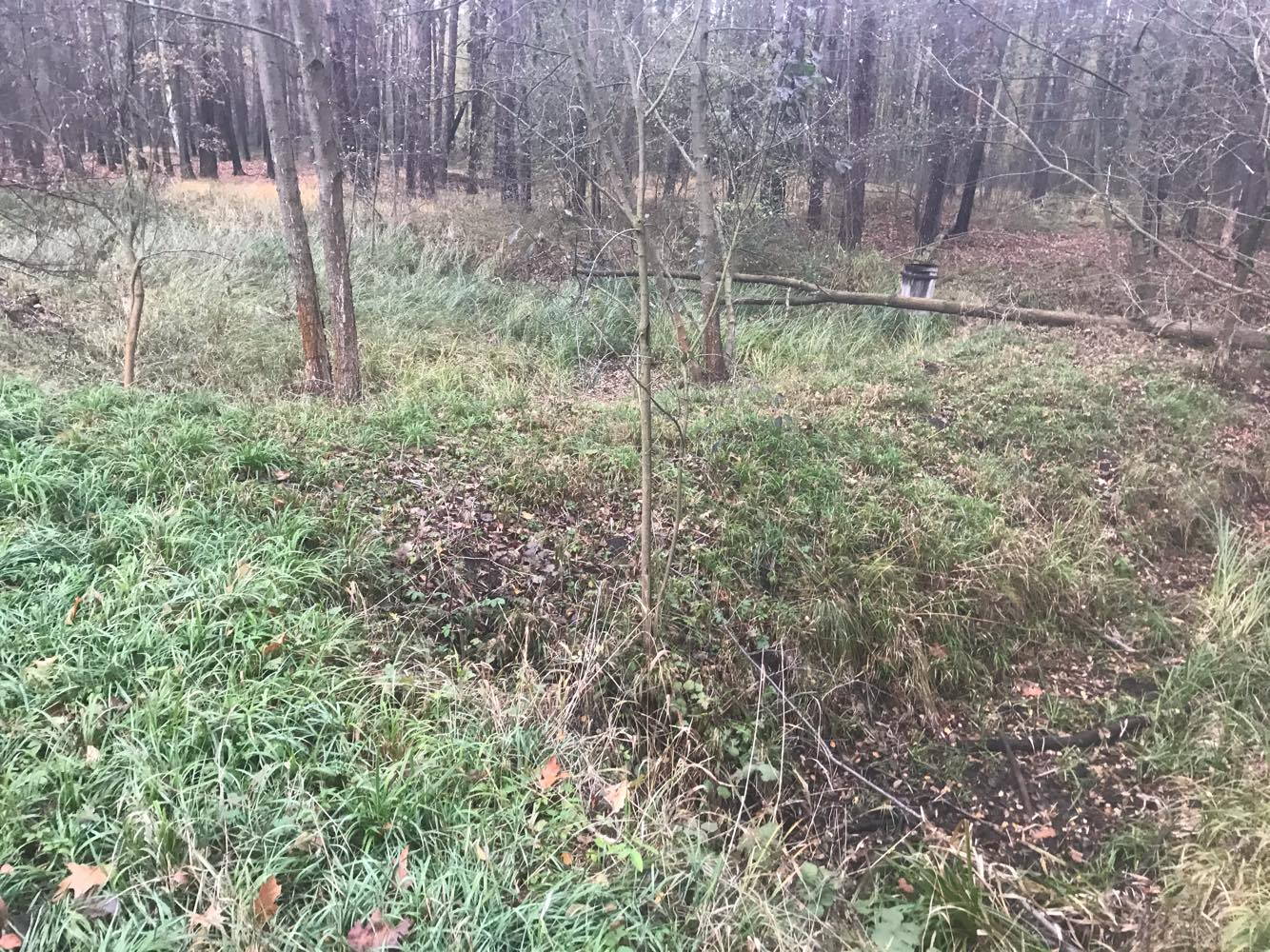
První rybníček

V mělkých a stojatých vodách dominují převážně žebratky bahenní (Hottonia palustris) a parožnatky křehké (Chara globularis). Na březích dominují porosty skřípince jezerního (Schoenoplectus lacustris), rákosu obecného (Phragmites australis), zblochanu vzplývavého (Glyceria fluitans), orobince širokolistého (Typha latifolia) a přesličky poříční (Equisetum fluviatile). V nejmenší z nádrží převažují ostřice.
Významný je výskyt čolka velkého, kvůli kterému je toto území chráněné (Triturus cristatus). Mimo jiné se zde vyskytuje také čolek obecný (Triturus vulgaris). Kromě čolků jsou zde velké populace žab, jako je ropucha obecná (Bufo Bufo) a rosnička zelená (Hyla arborea). V rybníčcích se dále vyskytují populace malých ryb, slunek obecných (Leucaspius delineatus). Z plazů jsou zde převážně slepýš křehký (Anguis fragilis), ještěrka obecná (Lacerta agilis) a užovka obojková (Natrix natrix).

## Ochrana přírody
Důvodem ochrany Kerských rybníčků je výskyt čolka velkého (Triturus cristatus), jehož populace ubývá na počtu od poloviny 20. století, kdy krajina podléhala velkým změnám. Důvodem úbytku čolka velkého (Triturus cristatus) jsou převážně používání umělých hnojiv, odvodňování luk, zavážení komunálním odpadem a zarybňování rybníčků. Nutností je vhodná péče o daný biotop, a to zejména zabráněním rybářskému hospodaření. Vhodné jsou i probírky stínících dřevin v okolí (větve zabraňují prohřátí vody slunečním svitem, což vede k poklesu průměrné teploty a vajíčka čolků se tak vyvíjí příliš pomalu, stejně jako ostatní organismy, které jsou pro čolka potravou) a utváření nových tůní pro rozmnožování čolků (Triturus cristatus). Travní porosty v okolí tůní je vhodné sekat mozaikovitým kosením a okolní dřeviny prořezávat. Nutné je zachování zimních stanovišť čolků (Triturus cristatus). Možné je také vytvoření nových zimních stanovišť, například ponecháním tlejícího stromu.

## Turismus
Rybníčky se nacházejí v Přírodním parku Kersko. V roce 2014 se zde otevřela naučná stezka Bohumila Hrabala, který zde žil. Tímto místem byla inspirována jeho kniha Slavnosti sněženek (1978). Návštěvníci mohou navštívit 13 stanovišť s informačními tabulemi. 
Turisté mohou navštívit Svatojosefský pramen, který je nedaleko od rybníčků, a ochutnat tak minerální vodu, kterou místní přezdívají „Kerka“.